# Adonisea dorsilutea
Adonisea dorsilutea là một loài bướm đêm trong họ Noctuidae.